# Pierre-Luc Séguillon
Pierre-Luc Séguillon (* 13. September 1940 in Nancy; † 1. November 2010 in Paris) war ein französischer Journalist.
Der politische Journalist Séguillon war verantwortlicher Redakteur des französischen Fernsehsenders TF1. Gemeinsam mit Anne Sinclair moderierte er die Sendung „Questions à Domicile“. Im Jahr 2004 wurde Séguillon Mitglied der Ehrenlegion. Er starb am 1. November 2010 im Alter von 70 Jahren an Lungenkrebs.